# Franjo Gajowniczek
Franciszek Gajowniczek (Strachomin, Poljska, 15. studenoga 1901. –  Brzeg, 13. svibnja 1995.) narednik poljske vojske, zatvorenik u njemačkom koncentracijskom logoru Auschwitz-Birkenau. Za njega je svoj život darovao sv. Maksimilijan Kolbe, osuđen na smrt u bunkeru gladi.
Bio je profesionalni vojnik od obnove Poljske državnosti nakon I. svjetskog rata, te je sudjelovao u Bitci na Visli protiv Crvene armije 1920. godine. Sa suprugom i dvoje djece živio je u Varšavi. U vrijeme njemačko sovjetske invazije Poljske 1939. godine su ga, nakon predaje tvrđave Modlin kod Varšave, zarobili Nijemci. Uspio je pobjeći, ali je zatim bio iznova uhićen nakon pokušaja ulaska u Mađarsku. Gestapo ga je 8. listopada 1940. godine dopremio u koncentracijski logor u kojemu je pod brojem 5659 proveo skoro pet godina. 
Nakon što je od 8. listopada 1940. do 25. listopada 1944. bio zatočen u Auschwitzu, prebačen je u logor Sachsenhausen. Odatle su ga u svibnju 1945. godine, zajedno s ostalim zatvorenicima, oslobodili Amerikanci. Proveo je u nacističkim logorima 5 godina, 5 mjeseci i 9 dana. Nakon pola godine se pridružio svojoj ženi Heleni, u Rawi Mazowieckoj kod Łódźa. Njegovi sinovi su poginuli kratko prije kraja rata 1945. godine, u sovjetskom bombardiranju.
Primio ga je Papa Pavao VI. povodom proglašenja Maksimilijana Kolbea blaženim u listopadu 1971. godine, te potom i Papa Ivan Pavao II. na dan proglašenja Maksimilijana Kolbea svetim 10. kolovoza 1982. godine.
Umro je prirodnom smrću 13. svibnja 1995. godine, u mjestu Brzeg u Šleskoj, u starosti od 93 godine; njegova prva supruga Helena umrla je 1977. godine, a druga supruga Janina ga je nadživjela. Prema njegovoj želji, pokopan je na groblju samostana u svetištu Niepokalanów, uz fratarsku zajednicu koju je bio osnovao sv. Maksimilijan Kolbe, i s kojom je Gajowniczek održavao živu vezu.